# Корин, Леонид Евгеньевич
Леони́д Евге́ньевич Ко́рин (16 октября 1975, Ярославль — 29 марта 2023, Бахмут, Донецкая область) — российский сценарист кино.

## Биография
Родился в 1975 году в Ярославле.
В 2010 году с отличием окончил Санкт-Петербургский государственный университет кино и телевидения (мастерская кинодраматургии Ю. Н. Клепикова).
Его дипломный сценарий «Контрабас» о контрактнике на войне в Чечне был напечатан в первом номере журнала «Искусство кино» за 2011 год (фильм по нему не был снят).
Работал над сценариями фильмов и сериалов, один из сценаристов фильмов «Битва за Севастополь» и «Лёд».
Погиб в марте 2023 года во время штурма Бахмута (будучи добровольцем в составе ЧВК «Вагнер»;  служил в разведвзводе помощником пулемётчика ПКМ.), получив множественные осколочные ранения попав под артобстрел.
Был награждён внутренними наградами ЧВК «Вагнер»: «Золотой Крест», медали «За отвагу», «За кровь и храбрость». По сообщению агентства ФАН был награждён Орденом Мужества (посмертно).

## Фестивали и награды
- 2007 — XIII Кинофестиваль «Сталкер» — Приз за лучший сценарий короткометражного фильма («Миссия»)
- 2008 — XIV Кинофестиваль «Сталкер» — Приз за лучший сценарий короткометражного фильма («Старшой»)
- 2009 — III Кинофестиваль «Новый горизонт» — Приз за лучший сценарий («Круиз»)
- 2015 — Номинация в составе группы сценаристов на специальный приз АКПиТ за лучший сценарий («Битва за Севастополь»)

## Фильмография
Сценарист и сосценарист в художественном кино:
- 2008 — Круиз (короткометражный)
- 2011 — Литейный (сериал)
- 2012 — Семейный детектив (сериал)
- 2013 — Лёд
- 2015 — Битва за Севастополь
- 2015 — Последний мент (сериал)
- 2016 — Вижу — знаю (сериал)